# Heathored
Pour l'évêque de Lindisfarne, voir Heathured.
Heathored (mort en 798 ou 800), également appelé Heathured, Hathored ou Æthelred, est un prélat anglo-saxon de la fin du VIIIe siècle devenu évêque de Worcester.

## Biographie
Tilhere est consacré évêque de Worcester en 781. Il meurt en 798 ou peut-être en 800.